# Achim Schwenk
Achim Schwenk (geb. vor 1995) ist ein deutscher Astro- und theoretischer Kernphysiker. Seit 2009 ist er Professor am Institut für Kernphysik der Technischen Universität Darmstadt.

## Leben
Aufgewachsen in Herrenberg, hat er ab 1995 Physik in Heidelberg studiert und dort sein Vordiplom abgelegt. Er ging für seinen Abschluss und seine Promotion (2002) an die Stony Brook University im Bundesstaat New York, Vereinigte Staaten. Es folgten eine Position in den USA und Kanada. Schließlich nahm Schwenk einen Ruf als Professor an der TU Darmstadt und dem „ExtreMe Matter Institute“ (EMMI) 2009 an. Mit der Vergabe des „Starting Independent Researcher Grant“ wurde er mit einer Fördersumme von 1,5 Millionen Euro ausgestattet.

## Wissenschaftliche Arbeit
In mehr als 100 Artikeln beschäftigt sich Schwenk mit der theoretischer Astro- und Kernphysik.

## Ämter
- seit 2011: Chefredakteur des Journal of Physics G Nucl. and Part. Phys.
- 2010–2013: Redaktionsleitung des European Journal of Physics A: Hadrons and Nuclei

## Auszeichnungen
- 2011: Athene-Preis für Lehre, TU Darmstadt
- 2012: Fellow der American Physical Society (APS)[4]
- 2012: Starting Independent Researcher Grant des ERCs
- 2013:	Zdzislaw Szymanski-Preis
- 2023: LOEWE-Spitzenprofessur des Landes Hessen[5]

## Werke
- mit János Polónyi herausgegeben: Renormalization group and effective field theory approaches to many-body systems. Springer, Berlin, Heidelberg 2012, ISBN 978-3-642-27319-3.